# Hapalotremus martinorum
Hapalotremus martinorum is een spinnensoort uit de familie van de vogelspinnen (Theraphosidae). De wetenschappelijke naam van de soort werd voor het eerst geldig gepubliceerd in 2015 door Cavallo en Ferretti.

## Voorkomen
De soort komt voor in Argentinië.